# グーフィーの体操教室
『グーフィーの体操教室』（グーフィーのたいそうきょうしつ、原題：Goofy Gymnastics）は、グーフィーの短編映画シリーズ第25作である。

## ストーリー
仕事帰りにクタクタとするジョージ。しかし、ナレーターの一喝により、体操キットを購入する事を決意するのだが……。

## キャラクター
グーフィー / ジョージ・ギーフ（声：島香裕）
体力不足に悩み、運動に挑戦する。
- ナレーター（声：大平透/堀内賢雄・ハウスオブマウス版）